# Incidente del salterio griego

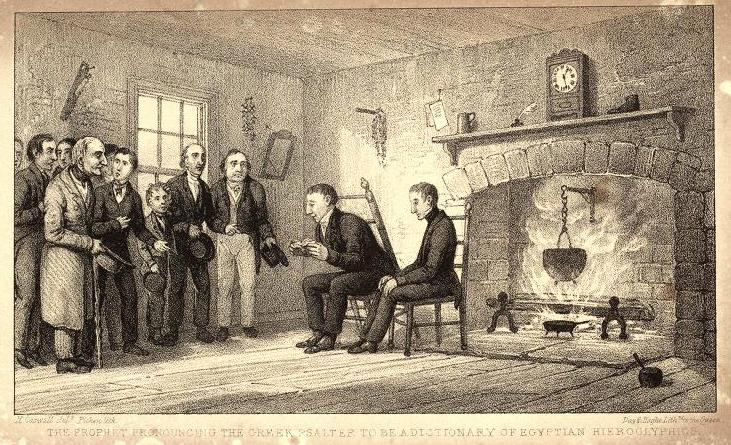
Joseph Smith afirmando que el salterio griego es un diccionario de jeroglíficos egipcios (1843).

El incidente del salterio griego fue un suceso en la historia del mormonismo cuando Henry Caswall informó haber solicitado a Joseph Smith que tradujera un salterio griego antiguo que tenía en su poder el 19 de abril de 1842, en Nauvoo. Antes de reunirse con Joseph Smith, Caswall ya conocía el contenido del salterio y tenía la intención de usar la solicitud como un medio para exponer a Joseph Smith como un fraude.

## Historia
Henry Caswall escribió un libro titulado Three Days in Nauvoo (también llamado The City of the Mormons) en el que da cuenta de como le presentó a Joseph Smith un salterio griego antiguo para que lo tradujera. Caswall estaba al tanto de las afirmaciones de Smith sobre la traducción del Libro de Mormón del egipcio reformado y el Libro de Abraham de los papiros egipcios y quería probar la veracidad de estas obras. El contenido del salterio griego estaba bien establecido antes de la reunión y contenía una traducción griega común de los Salmos. Después de revisar el manuscrito, Joseph Smith lo identificó como un diccionario de jeroglíficos egipcios y señaló las letras mayúsculas diciendo que eran jeroglíficos seguidos de sus significados en egipcio reformado. Caswall continuó afirmando que esto era evidencia de la condición de Smith como un fraude. Un periódico local, The Varsovia Message, también mencionó el evento y afirmó que varios partidarios de Smith también estuvieron presentes durante el evento. Smith originalmente se mostró reacio a revisar el manuscrito, pero después de afirmar su conexión con los jeroglíficos egipcios, la sala quedó «muy asombrada». Después de que la emoción en la sala comenzó a calmarse, Caswall reveló que el contenido del manuscrito no era más que un salterio griego común. Smith luego «salió» de la habitación.

## Crítica del evento
Según algunos eruditos, Joseph Smith pudo haber tenido suficiente conocimiento del idioma griego para evitar una identificación incorrecta del salterio griego. El 20 de noviembre de 1835, Oliver Cowdery le regaló a Smith un léxico en hebreo y griego. Smith también informó que pasó un tiempo estudiando el idioma griego en casa, lo que habría sido antes de su encuentro con Henry Caswall.